# Zliv (Libáň)
Zliv je vesnice, část města Libáň v okrese Jičín. Nachází se asi 2 km na jihovýchod od Libáně. Prochází zde silnice II/280. V roce 2009 zde bylo evidováno 51 adres. V roce 2001 zde trvale žilo 50 obyvatel.
Zliv leží v katastrálním území Zliv u Libáně o rozloze 4,01 km2.

## Historie
První písemná zmínka o obci pochází z roku 1327.

## Památky
- kostel Nalezení sv. Kříže z 13. století[7]